# Franz Christian Gau

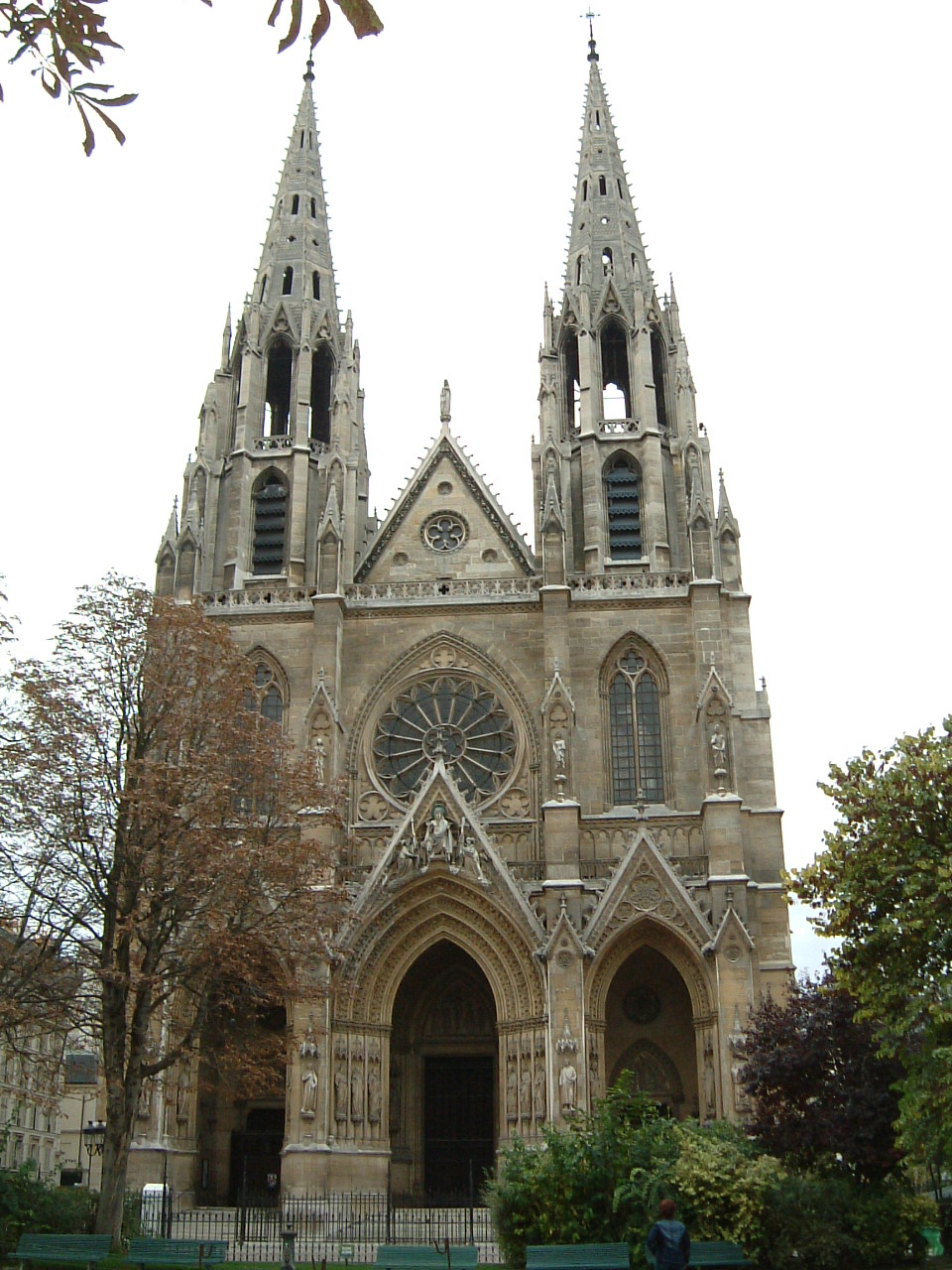
Kyrkan Sainte Clotilde i Paris, ritad och påbörjad av Gau.

Franz Christian (eller François-Chrétien) Gau, född 15 juni 1790 i Köln, död 31 december 1853 i Paris, var en tysk-fransk arkitekt.
Gau kom 1810 till Paris tillsammans med sin vän Jakob Ignaz Hittorff, studerade vid akademien där samt i Italien och Nubien och blev 1826 naturaliserad fransman. Han var en av representanterna för det uppblomstrande studiet av gotiken.
Gau restaurerade kyrkorna Saint Julien le Pauvre och Saint Severin och uppgjorde ritningarna till Sainte Clotilde, hållen i Rhenlandets katedralers anda. Den fullbordades efter Gaus död av Théodore Ballu, som i ett och annat avvek från Gaus plan.
Gau var 1824-48 i Paris föreståndare för en arkitektskola, huvudsakligen avsedd för tyskar. Bland hans lärjungar var Gottfried Semper den mest betydande. Gau utgav 1824 Les antiquités de la Nubie och samma år de två senare delarna av François Mazois' "Les ruines de Pompeji".